# Glenn Hubbard
Robert Glenn Hubbard, född 4 september 1958, är en amerikansk ekonom som arbetar på Columbia University där han är Russell L. Carson-professor i finansiell ekonomi och nationalekonomi.
Hubbard var ekonomisk rådgivare till republikanen Mitt Romney under dennes presidentvalskampanjer 2008 och 2012.